# 애플 디스크 이미지
애플 디스크 이미지(Apple Disk Image)는 macOS 운영 체제에 일반적으로 사용되는 디스크 이미지 포맷이다. 이미지를 열면 애플 디스크 이미지가 파인더 안에서 볼륨으로 마운트된다.
애플 디스크 이미지는 맥 OS X의 유니버설 디스크 이미지 포맷(UDIF), 맥 OS 9의 뉴 디스크 이미지 포맷(NDIF) 등 여러 사유 이미지 포맷들 중 하나에 따라 구조화시킬 수 있다. 애플의 디스크 이밎 파일 확장자는 보통 .dmg이다.